# ماریا فیلپپووا
ماریا فیلپپووا (بلغاری: Мария Филипова؛ زادهٔ ۱۰ سپتامبر ۱۹۸۲) بازیکن والیبال اهل بلغارستان است. او همچنین از بازیکنان والیبال در بازی‌های اروپایی ۲۰۱۵ بوده است.